# Lijst van slotvoogden van Loevestein
Deze lijst van slotvoogden van Loevestein is een lijst van personen die slotvoogd (kastelein) zijn geweest op het slot Loevestein.
De stichter van het slot Loevestein in ca. 1360 was Dirk Loef van Horne (ca. 1336 - ca. 1391), van 1356 tot 1391 heer van Heeze. Hertog Albrecht van Beieren, graaf van Holland, eigende zich ca. 1375 het slot toe en nam het in 1385 in gebruik als grensversterking en stelde er een kastelein aan.
Hieronder de slotvoogden/kasteleins, voor zover bekend, in chronologische volgorde:
- ridder Bruijsten van Herwijnen, een Gelders edelman, die getrouwd was met een bastaardzuster van hertog Albrecht, was slotvoogd van Loevestein van ca. 1385 tot ca. 1397
- Jan van Langerak, drossard en rentmeester van het Land van Altena, met de kleine tol te Woudrichem en slotvoogd van Loevestein in 1413 tot ca. 1417
- Philip, bastaard van der Lek, was slotvoogd van Loevestein op 7 april 1418
- Dirk van Heukelom, was slotvoogd van Loevestein in 1418
- Jan van Horne (ca. 1380 - Oostende, 23 augustus 1436), was kastelein van Loevestein op 14 april 1433
- Walraven van Blois, was in 1437 heer van Loevestein
- Floris I van der Dussen (ca. 1404-1456) knaap, raad van hertog Filips van Bourgondië, baljuw van Zuid-Holland en Kastelein van Loevestein van 1440 tot ca. 1448
- Pieter Annoque (Oudenaarde, ca 1420 - Mechelen,1477) rentmeester van Zuid-Holland, slotvoogd van Loevestein van ca 1448 tot 1464
- Pieter Suys (Dordrecht, 1440 - Rijswijk,1501), rentmeester van Zeeland en Zeeland Bewestenschelde, slotvoogd van Loevestein van ca. 1465 tot 1470
- Aarnd de Jeude ook de Joode, (1510 - slot Loevestein, 9 december 1570), heer van Hardingsveld en burgvoogd van Loevestein, was slotvoogd van Loevestein in 1570
- Herman de Ruijter ('s-Hertogenbosch, ca 1540 - slot Loevestein, 19 december 1570), geuzenleider en veroverde slot Loevestein in 1570, was slotvoogd van Loevestein in 1570[1][2]
- Caspar Turck, jonkheer en heer van Aalst en in 1547 drossaard van Gorinchem, was slotvoogd van Loevestein in 1571
- Charles van Trello, later bevelhebber van Herenthals, was slotvoogd van Loevestein in 1573
- Casper van Blois van Treslong, kapitein en commandeur van Louvestein, was slotvoogd van Loevestein in 1576.
- Filips van Nassau (Dillenburg, 1 december 1566 - Rijnberk 3 september 1595), graaf van Nassau, Katzenelnbogen, Vianden en Dietz en gouverneur van Gorinchem, Woudrichem en Loevestein in 1585.
- Luitenant Jacob Prounink, genaamd Deventer, was getrouwd met Anna van Gijstre, was slotvoogd van Loevestein in 1619 tot 1621 (Commandeur van het Slot)
- Gideon, baron van de Boetzelaar (1569-1634) ambassadeur van de Verenigde Provinciën bij de koning van Frankrijk, heer van Langerak en stedevoogd van Loevestein en Woudrichem, was slotvoogd van Loevestein van 1620 tot 1634. Hij was een zoon van Rutger van den Boetzelaer (ca. 1534 - ca. 1604) en Agnes de Bailleul (ca. 1535 - ca. 1612). Hij was ca. 1590 getrouwd met Johanna van Pallant (ca. 1565 - voor 1630). Zij was een dochter van Werner van Pallant (ca. 1520 - 1 december 1594) en Jutta van Raesfeld (ca. 1535 - 2 september 1586).
- Jacob van Haveskercke die getrouwd was met Hester van den Boetzelaer, een nicht van Gideon van den Boetzelaer, was slotvoogd van Loevestein in 1635
- Paulus Wirtz, baron van Orneholm, veldmaarschalk, gouverneur van Gorinchem, Woudrichem en Loevestein, was slotvoogd van Loevestein in 1672
- Peter Pietersons, kapitein en majoor, commandeur van ’t fort Louvestein, was slotvoogd van Loevestein in 1673
- Arent heer van Dorp, kolonel, drossaard van Heusden, stedevoogd van Loevestein, was slotvoogd van Loevestein op 21 mei 1706
- Cornelis van de Does, luitenant-kolonel, was slotvoogd van Loevestein op 18 november 1718
- Jacob van Hardenbroek, kapitein, was slotvoogd van Loevestein op 20 november 1722
- Johan Caspar van Pabst (Kleef, 13 november 1717 - februari 1801), was kapitein van de Verenigde Nederlanden en van 12 maart 1762 tot 1787 commandeur van het fort Loevensteijn. Hij was getrouwd met Johanna Dorothea Coetier
- Johannes Leonardus Colthoff (geboren in Emden, gedoopt in Vlijmen, 20 maart 1729 - Loevestein, 14 mei 1797), kapitein, was een zoon van Georgius Colthoff (1695-1757) en Suzanna Swaen (1699-1748), bedankt in 1794 als slotvoogd van Loevestein.
- Sebastiaan Perk van Lith, was getrouwd met Catharina Geertruida Lehmann, kapitein, kastelein en slotvoogd van Loevestein tot in 1810. Hij was een zoon van Jacobus Per(c)k (1722-1794) cirurgijn in Moordrecht die in 1742 getrouwd was met Gouwetje van Lith (1722-1808). Hij was de vader van Gerhardus Perk van Lith (1793-1870).
- jhr. L.C van Panhuys (1869-1949), was slotvoogd van Loevestein van 1934 tot 1941
- Louis Rudolph Jules van Rappard, was slotvoogd van Loevestein tot 1972.[3]
- Samuel Pieter Bentinck, Rijksslotvoogd 1972-1975.[3].
- M. van Hoogstraten, hoofd Rijksdienst kastelenbeheer 1975-1979.[4]
- G. Heuff, hoofd Rijksdienst kastelenbeheer 1979-1992.[5].
- O. van Slooten, hoofd Rijksdienst kastelenbeheer 1992-1995.[6]
- Cees Alberts, vanaf 1995 slotvoogd.[7]